# George Patching
George Herbert Patching (ur. 15 września 1886 w Queenstown, zm. 31 marca 1944 w Pretorii) – południowoafrykański lekkoatleta specjalizujący się w biegach sprinterskich.
Patching reprezentował Związek Afryki Południowej podczas V Letnich Igrzyskach Olimpijskich w 1912 roku w Sztokholmie, gdzie wystartował w trzech konkurencjach. W biegu na 100 metrów z nieznanym czasem zajął w swoim biegu eliminacyjnym drugie miejsce, co pozwoliło mu zakwalifikować się do fazy półfinałowej. Tam także z czasem 10,9 s zajął pierwsze miejsce w biegu drugim i jako jedyny zawodnik nieamerykański zakwalifikował się do finału, w którym z czasem 11,0 s zajął czwarte miejsce. W biegu na 200 metrów z czasem 22,3 s zajął pierwsze miejsce w swoim  biegu eliminacyjnym i dostał się do fazy półfinałowej, gdzie swojego biegu nie ukończył. W biegu na 400 metrów z czasem 51,1 s wygrał piętnasty bieg eliminacyjny i zakwalifikował się do fazy półfinałowej. Tam z wynikiem 50,5 s uplasował się na trzecim miejscu w trzecim półfinale i odpadł w dalszej rywalizacji.
W 1912 zwyciężył w mistrzostwach Wielkiej Brytanii (AAA Championships) w biegu na 100 jardów, uzyskując czas 9,8 s.
Rekordzista kraju na różnych dystansach sprinterskich

## Rekordy życiowe
- bieg na 100 metrów – 10,8 (1912)
- bieg na 200 metrów – 21,9y (1913)
- bieg na 400 metrów – 48,7y (1910)